# Comuna de Wodzierady
Wodzierady (polaco: Gmina Wodzierady) é uma gminy (comuna) na Polónia, na voivodia de Lodz e no condado de Łaski. A sede do condado é a cidade de Wodzierady.
De acordo com os censos de 2004, a comuna tem 3131 habitantes, com uma densidade 38,5 hab/km².

## Área
Estende-se por uma área de 81,42 km², incluindo:
- área agrícola: 79%
- área florestal: 15%

## Demografia
Dados de 30 de Junho 2004:
|                      | Total   | Total | Mulheres | Mulheres | Homens  | Homens |
| -------------------- | ------- | ----- | -------- | -------- | ------- | ------ |
|                      | pessoas | %     | pessoas  | %        | pessoas | %      |
| População            | 3131    | 100   | 1536     | 49,1     | 1595    | 50,9   |
| Densidade (pop./km²) | 38,5    | 100   | 18,9     | 18,9     | 19,6    | 19,6   |

De acordo com dados de 2002, o rendimento médio per capita ascendia a 1192,61 zł.

## Subdivisões
- Chorzeszów, Czarnysz, Dobków, Dobruchów, Jesionna, Józefów, Kiki, Kwiatkowice, Leśnica, Magdalenów, Magnusy, Piorunów, Przyrownica, Stanisławów, Wandzin, Włodzimierz, Wodzierady, Wola Czarnyska, Wrząsawa, Zalesie.

## Comunas vizinhas
- Dobroń, Lutomiersk, Łask, Pabianice, Szadek, Zadzim